# Azazel (Supernatural)
Azazel es un personaje ficticio de la serie Supernatural. Es el principal antagonista de las dos primeras temporadas, después de que los protagonistas los hermanos Sam y Dean Winchester descubren que es el demonio culpable de la muerte de su madre, Mary Winchester.

## Participación del personaje
Es un demonio extremadamente poderoso e inteligente, y es uno de los principales antagonistas de la serie, además de ser el principal responsable de que John Winchester se convirtiera en un Cazador y que entrenara a sus hijos para la misma labor. 

### Los Niños Especiales
Este demonio posee planes a gran escala con respecto al mundo mortal, planes que incluyen la aparición de los "Niños Especiales", chicos que tienen enormes poderes psíquicos gracias a ser alimentados con su propia sangre. 
Sam y Dean descubren que los ataques de Azazel siguen un patrón fijo: el ataque ocurre cuando un niño "especial" cumple seis meses de edad. Estas muertes fueron resultados de tratos hechos diez años antes. Azazel nunca pide a cambio el alma a sus víctimas, solo pide permiso para poder entrar a sus casas a "buscar algo", y promete que nadie saldrá herido siempre y cuando no sea interrumpido. 
Estos niños aparentemente fueron escogidos especialmente para ser los oficiales del ejército infernal de Azazel. Estos chicos son alimentados con su sangre en una ocasión especial, diez años después de haberse forjado un contrato infernal entre sus madres y ellos. Las madres de los Niños Especiales generalmente son asesinadas de la misma forma: clavadas en el techo e incineradas. La muerte de la esposa de John Winchester es el primer nudo de la serie, y es la razón antedicha que mueve los hilos de la historia.
Este es el caso de Sam y su madre Mary Winchester, y con Max Miller y su madre. Mary hace el trato 10 años atrás para salvar la vida de John y para terminar su vida como cazadora. El demonio dijo que Mary era su favorita. Sin embargo el patrón se rompe en algunas ocasiones, como cuando Azazel mata a la novia de Sam, Jessica, supuestamente debido a que impedía el desarrollo de las habilidades de Sam, y en el caso de Andy Gallagher y su hermano gemelo Ansem Weems, que fueron adoptados. La madre adoptiva de Andy fue asesinada cuando él cumplió seis meses, por interrumpir, pero la de Ansem no.

### Los Hijos de Azazel
Azazel, como demonio, tenía "dos hijos". Estos "niños" son demonios a los que él aprecia mucho, y que aparecen en la serie como antagonistas. Una de ellos poseyó a Meg Masters, y se convierte en una de las principales antagonistas de la primera temporada de la serie. Ella sigue fielmente las órdenes de su padre, e intenta detener a los hermanos Winchester y a su padre de la cacería. Azazel utiliza a Meg como su bruja particular, para invocar demonios y atraerlos hacia la familia. Cuando Dean intenta matar a uno de ellos, Azazel lo cuestiona preguntándole el por qué un demonio no podría tener familia. 

### Apariciones
En el episodio All Hell Breaks Loose Parte I, Azazel se le aparece a Sam en un sueño. El demonio le informa a Sam que se encuentra en una competencia contra sus otros "niños especiales". Azazel le dice a Sam que es su favorito, y le muestra una visión de la noche en que lo visitó: en ella ve cómo Azazel sangra en su boca, y también cómo mata a Mary, ya que se encontraba "en el lugar equivocado en el momento equivocado". El creador de la serie Eric Kripke afirmó que la relación de Mary con Azazel sería mostrada en la tercera temporada, pero se postergó hasta la cuarta debido a la huelga de guionistas.
Cronológicamente, la última aparición de Azazel es en el episodio All Hell Breaks Loose Parte II, donde se le aparece a Jake en un sueño diciéndole que es el último sobreviviente. Jake amenaza con matar a Azazel con la Colt, pero decide obedecerlo cuando el demonio amenaza con matar a su familia. Azazel le ordena a Jake a entrar en un cementerio donde se encuentra una puerta al infierno protegida por una trampa del diablo gigantesca. La puerta solo puede ser abierta con la Colt. 
La horda de demonios que escapa rompe la trampa del diablo permitiéndole a Azazel entrar al cementerio. Allí se le aparece a Dean, que intenta matarlo con la Colt. Sin embargo, Azazel telequineticamente lo detiene y hace que golpee violentamente contra el suelo. 
El objetivo final de Azazel, lo que él llamó su "Fin del juego" era algo más que desatar un ejército de demonios y la búsqueda de un humano para guiarlos. Él, sin embargo, logró cubrir sus pistas lo suficientemente bien como para mantenerlo oculto incluso de los ángeles. 
Su "Fin del juego" fue revelado en el episodio final de la cuarta temporada. Azazel encuentra la ubicación del "sello final" en un convento de monjas. Al poseer a un sacerdote, las asesina, para que Lucifer le hable a través de un cuerpo de una, diciéndole cómo liberarlo.

## Características
Tiene dos formas reconocibles: como un humo negro cuando no posee a nadie, y el aspecto de la persona cuando posee a alguien, aunque con ojos completamente amarillos.

### Poderes y habilidades
Como un demonio, Azazel es inmaterial y tiene la capacidad de poseer a seres humanos y a otras criaturas sobrenaturales. A partir de la segunda temporada, toma un huésped primario, aunque también posee a otros siempre que tiene la necesidad.
Una semana antes de un ataque de Azazel, el área geográfica donde eso sucederá tiene muertes masivas de ganado, tormentas eléctricas y fluctuaciones de temperatura. Su presencia hace que los relojes se detengan y que los artefactos eléctricos se vuelvan locos. 
Azazel: 
- Posesión: incluso con seres sobrenaturales
- Alta resistencia en combate
- Telequinesis avanzada
- Absorción
- Biokinesis avanzada
- Pirokinesis avanzada
- Invulnerabilidad:sal, agua bendita, hierro, cuchillo de ruby, toque angelical, exorcismos.
- Distorsión de Realidad
- Teletransportación
- Caminar entre los sueños
- Manipulación del tiempo
- Curación
- Electrokinesis avanzada
- Manipulación de la memoria
- Percepción sobrenatural
- Control de los perros del infierno (Hellhounds)
- Invisibilidad
- Lectura de alma
- Autoridad para hacer tratos
- Abrumación sobrenatural
- Terrakinesis avanzada
- Thermokinesis avanzada
- Luz Blanca

Todo el ámbito de sus poderes era desconocido, y solo es identificable cuando muestra sus ojos amarillos.

### Debilidades
- El Colt.
- La primera daga (con la marca de Caín).
- Los Arcángeles.
- Bombas para demonios.
- Caballeros del Infierno.